# Leon Zelman

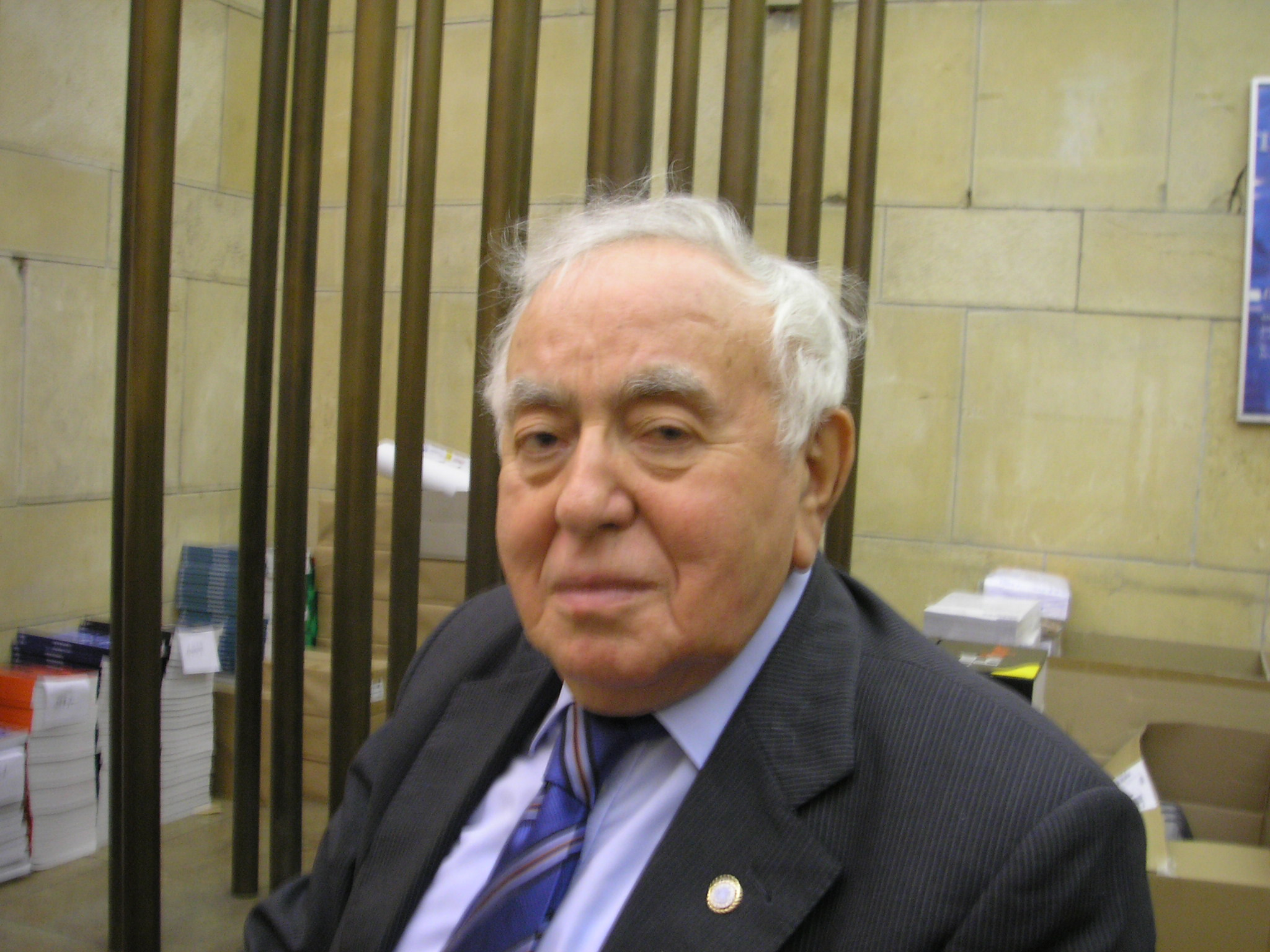
Leon Zelman im damaligen, von Hans Hollein gestalteten Informationsbüro des JWS auf dem Stephansplatz in Wien (Juni 2006)

Leon Zelman (geboren am 12. Juni 1928 in Szczekociny in Polen; gestorben am 11. Juli 2007 in Wien) war polnisch-österreichischer Publizist und Gründer und Leiter des Jewish Welcome Service Vienna.

## Überleben, Leben und Werk
1940 wurde er als Kind mit seiner Familie in das Ghetto Łódź deportiert, wo er seine Eltern verlor. 1944 wurden er und sein Bruder in das KZ Auschwitz überstellt, wo er auch seinen Bruder verlor. Er selbst wurde in das KZ Ebensee, ein Außenlager des KZ Mauthausen, überstellt, wo er am 6. Mai 1945 von US-amerikanischen Truppen befreit wurde. Wegen seiner Abmagerung in den KZs verbrachte er längere Zeit in verschiedenen Krankenhäusern.
1946 übersiedelte Zelman nach Wien, wo er nach Besuch einer Maturaschule 1949 die Matura ablegte und das Studium der Zeitungswissenschaft (Publizistik) an der Universität Wien am 7. April 1954 mit dem Dr. phil. beendete (Dissertation 1952: Der Film als Beeinflussungsmittel der öffentlichen Meinung). Während seiner Studienzeit war er führender Funktionär der Jüdischen Hochschülerschaft. 1951 war er Mitbegründer der ursprünglich als Mitteilungsblatt der Jüdischen Hochschülerschaft gegründeten Zeitschrift Das Jüdische Echo.

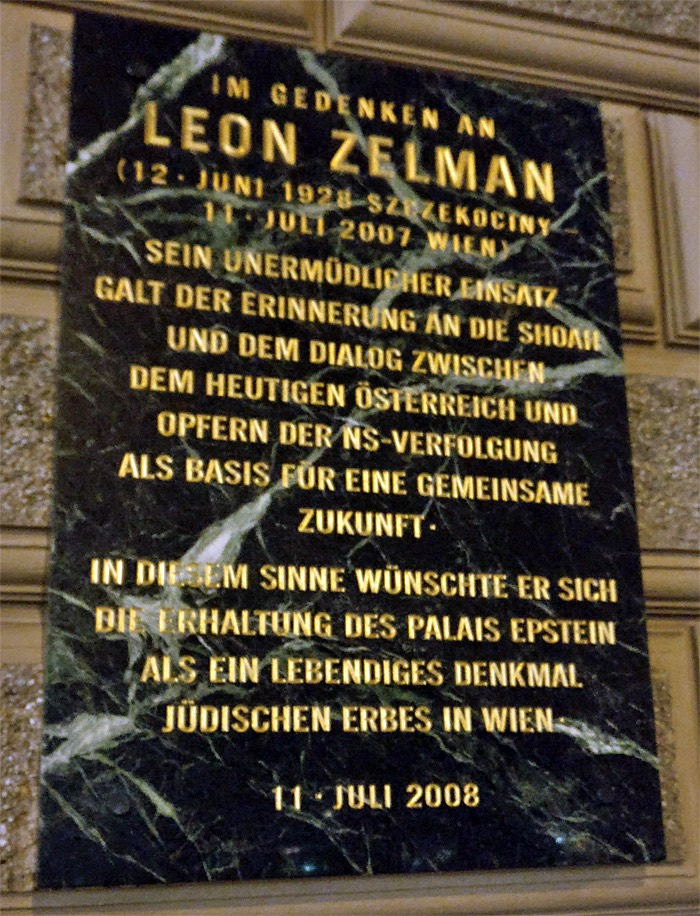
Gedenktafel für Leon Zelman am Palais Epstein in Wien, datiert ein Jahr nach seinem Tod

Beruflich war Zelman dann beim damals staatlichen Österreichischen Verkehrsbüro, dem größten Reisebüro Österreichs, tätig. Er war dort seit 1963 Experte für Reisen von Österreich nach Israel, bemerkte aber bei Israelis, die bis zur NS-Zeit in Wien gelebt hatten, zunehmendes Interesse an ihrer einstigen Heimatstadt. Viele von ihnen konnten eine Reise nach Wien nicht selbst finanzieren.
Leon Zelman hatte daher die Idee, Wien könnte seinen ehemaligen Bürgern dabei helfen, sich mit der Stadt ihrer Vertreibung zu versöhnen. Gemeinsam mit den führenden Wiener Stadtpolitikern Leopold Gratz und Heinz Nittel schuf er 1980 / 1981 den Jewish Welcome Service Vienna (JWS). Zelmans Arbeitgeber, das Verkehrsbüro, war von Anfang an in den Verein eingebunden: Es stellte dem JWS einen Teil von Zelmans Arbeitszeit, ein Büro und einen Informationsschalter gratis zur Verfügung.
Neben der mehrmals im Jahr anfallenden Betreuung von Gruppen ehemaliger Wienerinnen und Wiener wurde Zelman im Lauf der Zeit wichtige Auskunftsperson zum jüdischen Wien von heute. Er hatte in Übersee nicht selten die Frage zu beantworten, wieso er in der Stadt der Mörder leben könne. 1984 fand unter dem Titel Versunkene Welt eine Veranstaltungsreihe statt, die sich mit der Geschichte des jüdischen Wien auseinandersetzte. Zelmans JWS war Verleger des Katalogs. 1988 und danach tourte die Ausstellung Jewish Vienna – Heritage and Mission durch die USA, nachdem Zelman sie in einer New Yorker Synagoge eröffnet hatte. Um die Waldheim-Affäre 1986 und in den Gedenkjahren 1988 und 1998 war Zelman als Interviewpartner besonders gefragt.
Seine Lebensgeschichte erzählte Leon Zelman dem „Falter“-Chefredakteur Armin Thurnher. Das 1995 erschienene Buch (siehe Abschnitt Literatur) wurde auch in englischer Sprache publiziert. Zelmans öffentlich vertretener Wunsch, das für einen jüdischen Wiener erbaute Palais Epstein an der Wiener Ringstraße möge nach dem Auszug des Wiener Stadtschulrates im Jahr 2000 als Haus der Geschichte bzw. als Begegnungsstätte mit der jüdischen Geschichte und Kultur gewidmet werden, ging nicht in Erfüllung. Der damalige Nationalratspräsident Heinz Fischer reklamierte das Gebäude erfolgreich für Büros des benachbarten, unter Raumnot leidenden Parlaments. Am Palais wurde später aber eine Gedenktafel für Zelman angebracht.
2006 wurde im Wiener Rathaus mit Leon Zelman im Mittelpunkt die 25-jährige Tätigkeit des Jewish Welcome Service gefeiert.
Zelman verstarb in der Nacht auf den 11. Juli 2007 im Wiener Spital der Barmherzigen Brüder im 2. Bezirk. Er wurde in der Neuen Israelitischen Abteilung des Wiener Zentralfriedhofs (4. [früher: 5.] Tor, Gruppe 7, Reihe 11, Nr. 1) bestattet.
Seit 2013 wird der Leon-Zelman-Preis an Personen, Projekte und Organisationen vergeben, die sich im Sinne Leon Zelmans aktiv für die Erinnerung an die Schoa und den Dialog zwischen dem heutigen Österreich und den Opfern der NS-Verfolgung und ihren Nachkommen eingesetzt haben.

## Auszeichnungen
- 1992: Karl-Renner-Stiftung
- 1994: Goldenes Ehrenzeichen für Verdienste um das Land Wien
- 2001: Ehrenring der Stadt Wien
- 2004: „Orden für Menschenrechte und Gemeindearbeit“ des Rabbinical Center of Europe
- 2004: Nominierung als Österreicher des Jahres in der Kategorie Humanität, das Preisgeld wurde unter dem Preisträger Georg Sporschill und vier weiteren Nominierten aufgeteilt
- 2005: Goldener Rathausmann[2]
- 2005: Großes Ehrenzeichen für Verdienste um die Republik Österreich
- 2006: Concordia-Preis – Ehrenpreis
- 2006: Anerkennungspreis zum Bruno-Kreisky-Preis für das politische Buch
- 2006: Goldenes Doktordiplom der Universität Wien[3]
- 2008: Gedenktafel am Palais Epstein[4][5]
- 2011: Benennung, 2014 Präsentation des Leon-Zelman-Parks beim Platz der Opfer der Deportation bzw. bei der Aspangstraße auf dem Gelände des ehemaligen Aspangbahnhofs im 3. Wiener Gemeindebezirk, von dem aus in der NS-Zeit die Deportation von zehntausenden jüdischen Wienern stattgefunden hat[6]

## Geburtsjahr
Zelmans Geburtsjahr ist in beiden Ausgaben seines mit Armin Thurnher verfassten Buchs und in der englischen Übersetzung mit 1928 angeführt. Für die abweichende Angabe auf dem Grabstein und auf der Informationstafel im Leon-Zelman-Park, 1926, besteht keine Quelle.